# 2003 QM91
2003 QM91, também escrito como 2003 QM91, é um objeto transnetuniano que está localizado no cinturão de Kuiper, uma região do Sistema Solar. Este corpo celeste é classificado como um provável cubewano. Ele possui uma magnitude absoluta de 6,28 e tem um diâmetro estimado com 172 km. O astrônomo Mike Brown lista este objeto em sua página na internet como um candidato a possível planeta anão.

## Descoberta
2003 QM91 foi descoberto no dia 25 de agosto de 2003 pelo astrônomo Marc W. Buie.

## Órbita
A órbita de 2003 QM91 tem uma excentricidade de 0,090 e possui um semieixo maior de 45,247 UA. O seu periélio leva o mesmo a uma distância de 41,156 UA em relação ao Sol e seu afélio a 49,339 UA.